# Nicolas Strunc
Nicolas Strunc, né le 25 juillet 1978 à Roubaix, dans le Nord, est un joueur français de basket-ball. Il évolue au poste d'ailier fort.